# Rete bayesiana
Una rete bayesiana (BN, Bayesian network) è un modello grafico probabilistico che rappresenta un insieme di variabili stocastiche con le loro dipendenze condizionali attraverso l'uso di un grafo aciclico diretto (DAG). Per esempio una rete Bayesiana potrebbe rappresentare la relazione probabilistica esistente tra i sintomi e le malattie. Dati i sintomi, la rete può essere usata per calcolare la probabilità della presenza di diverse malattie.
Il termine modello gerarchico è talvolta considerato un particolare tipo di rete Bayesiana, ma non ha nessuna definizione formale. Qualche volta viene usato per modelli con tre o più livelli di variabili stocastiche; in altri casi viene usato per modelli con variabili latenti. Comunque in generale qualsiasi rete Bayesiana moderatamente complessa viene usualmente detta "gerarchica".
Formalmente le reti Bayesiane sono grafi aciclici orientati i cui nodi rappresentano variabili casuali in senso Bayesiano: possono essere quantità osservabili, variabili latenti, parametri sconosciuti o ipotesi. Gli archi rappresentano relazioni di dipendenza; i nodi che non sono connessi rappresentano variabili che sono condizionatamente indipendenti tra di loro. Ad ogni nodo è associata una funzione di probabilità che prende in input un particolare insieme di valori per le variabili del nodo genitore e restituisce la probabilità della variabile rappresentata dal nodo. Per esempio, se i genitori del nodo sono variabili booleane allora la funzione di probabilità può essere rappresentata da una tabella in cui ogni entry rappresenta una possibile combinazione di valori vero o falso che i suoi genitori possono assumere. 
Esistono algoritmi efficienti che effettuano inferenza e apprendimento a partire dalle reti Bayesiane. Le reti Bayesiane che modellano sequenze di variabili che variano nel tempo sono chiamate reti Bayesiane dinamiche.

## Definizione
Matematicamente, una rete bayesiana è un grafo aciclico orientato in cui:
- i nodi rappresentano le variabili;
- gli archi rappresentano le relazioni di dipendenza statistica delle variabili nei nodi-figlio dalle variabili nei rispettivi nodi-padre; a ogni nodo {\displaystyle X_{i}} è associata una distribuzione di probabilità condizionata  {\displaystyle P(X_{i}|pa(X_{i}))}, dove {\displaystyle pa(X_{i})} indica l'insieme di nodi/variabili-genitore della variabile.

Una rete bayesiana rappresenta la distribuzione della probabilità congiunta di un insieme di variabili {\displaystyle \{X_{i}\}_{i=1}^{n}} che può essere scritta in forma fattorizzata come segue: {\displaystyle \prod _{i=1}^{n}P(X_{i}|pa(X_{i}))}